# Истинные коммунисты
«Истинные коммунисты» — первая из известных молодёжных подпольных коммунистических антисталинистских организаций предвоенного периода, была организована и действовала в г. Джалал-Абад (Киргизская ССР) в 1940 г.

## Истоки организации
В октябре 1940 г. старшеклассниками школы № 1 города Джалал-Абад Иваном Яцуком и Юрием Шокком был организован кружок под названием «Истинные коммунисты», к которому присоединились и другие десятиклассники. Иван Яцук, Юрий Шокк, Александр Елин, Шамиль Губайдулин и Камиль Салахутдинов, составившие ядро кружка, рассматривали установленный Сталиным режим в СССР как контрреволюционный и ставили перед собой задачу по борьбе с мероприятиями партии и правительства с целью возвращения к не извращенному культом личности марксизму. Отсюда и происходило их самоназвание.
По социальному происхождению Иван Яцук и Александр Елин были из крестьян, Шамиль Губайдулин и Камиль Салахутдинов — из семей служащих, а Юрий Шокк — из семьи рабочих. При этом отец Шокка в 1937 г. подвергся репрессиям, а мать в 1938 г. была выслана из Ленинграда.

## Деятельность организации
Кружок начал проводить собрания, где не только обсуждались те или иные мероприятия ВКП(б) и правительства, планировалась деятельность группы, но и изучались классики марксизма. Кружок постепенно вовлекал в свою деятельность учащихся школы, однако, после выпуска и распространения «антисоветских» листовок, 19 декабря 1940 г. были арестованы Иван Яцук, Юрий Шокк и Александр Елин. Шамиль Губайдулин был арестован через четыре дня, последним задержали Камиля Салахутдинова — 26 января 1941 г.

## Приговор
- Как организаторы «контрреволюционного» кружка, десятиклассники Иван Яцук и Юрий Шокк были осуждены на 10 лет каждый, с поражением в избирательных правах на 5 лет.
- Их друзья — Александр Елин и Шамиль Губайдулин — осуждены на 8 лет каждый, с поражением в избирательных правах на 3 года.
- Камиль Салахутдинов был осуждён на 6 лет, с поражением в избирательных правах на 2 года.